# Насибуллин, Риф Шакрисламович
Риф Шакрисла́мович Насибу́ллин (род. 15 октября 1936, дер. Четырман, Янаульский район,  Башкирской АССР) — выдающийся удмуртский лингвист-диалектолог, исследователь диалектной лексики удмуртского языка, поэт-переводчик (с удмуртского, татарского, башкирского языков), литературный критик.
Окончил Бирский педагогический институт (1960), очную аспирантуру в Институте языкознания АН СССР (1972). Доктор филологических наук (1999), профессор. Заведующий лабораториями лингвистического картографирования и математической лингвистики Удмуртского государственного университета. Член Российской комиссии Лингвистического атласа Европы (ЛАЕ). Организатор и руководитель работы по созданию многотомного «Диалектологического атласа удмуртского языка».
Заслуженный деятель науки Удмуртской Республики (1996), Почётный работник высшего профессионального образования РФ (2001). Научная и общественная деятельность отмечена Почётными грамотами Правительства УР (1996), Министерства народного образования УР (1996), Президента УР (2006).

## Публикации

### Диссертации
- Закамские говоры удмуртского языка. Дисс. … канд. филол. наук. Тарту, 1972. Диссертация – исследование диалектов, сформировавшихся на основе языка пришлого удмуртского населения на северо-западе БАССР и в Куединском районе Пермской губернии.
- Русские заимствования в удмуртском языке (дооктябрьский период). Дисс. … д. филол. наук. Казань, 1999.

### Статьи
Библиографический указатель работ см. здесь

### Словари
Р. Ш. Насибуллин является одним из авторов-составителей многочисленных словарей, среди них:
- Обратный словарь удмуртского языка (1992)
- Краткий удмуртско-русский, русско-удмуртский словарь (1995)
- Системно-тематический русско-удмуртский словарь (2004, 2006)
- Сравнительный словарь пермских языков (2004)
- Системно-тематический русско-удмуртско-коми словарь (2005, 2007)
- Англо-удмуртский, удмуртско-английский словарь
- Русско-удмуртско-татарский словарь, многотомный
- Историко-хронологический словарь русских заимствований в удмуртском языке (по письменным источникам 1726—2006 гг.), многотомный
- Словарь антонимов удмуртского языка